# 李夢鶴之亂
李夢鶴之亂，是朝鮮王朝中期時期的一場反對朝鮮宣祖的叛亂。這場叛亂發生於壬辰倭亂與丁酉再亂之間的1596年，由李夢鶴發動。
此次叛亂的主謀李夢鶴是朝鮮王室的一個後裔，當時從軍在湖西，擔任操練將官，寓居於鴻山無量寺，與選鋒將韓絢等交結。韓絢狡獪練事，以庶人應募參軍，見民心咨怨、州郡無備，便欲乘釁作亂。當時韓絢因為父喪在洪州（今忠清南道洪城郡），先令李夢鶴舉兵叛亂，自己自內浦相應。於是李夢鶴隱藏在無量寺窟室中，與僧徒製造旗幟、器仗，自稱聖佛出世，以吹角擊皷為號，號召其眾叛亂。分置僧俗將軍，文武假稱清顯官職，士族子弟無賴者多附之。叛軍乘夜攻破鴻山縣，俘虜縣監尹英賢，又抓獲林川郡守朴振國，二人都投降李夢鶴，成為他的上賓。隨後攻破青陽、定山等六邑，守令得知後紛紛逃跑，吏民皆以酒食迎接叛軍，聽從叛軍的號令，叛軍達到數萬。李夢鶴還造謠稱「忠勇將金德齡，義兵將郭再祐、洪季男等，皆連兵相助，兵曹判書李德馨爲內應」，使朝鮮全國震動。
李夢鶴最初想要直接攻打首都漢陽，但其麾下的烏合之眾不聽從他的號令。李夢鶴準備前往洪州與韓絢會合，但韓絢早已被沔川郡守李瑗抓獲。李夢鶴遂率兵進攻洪州。牧使洪可臣收聚民兵，且召州居武將林得義、朴名賢，以及前兵使辛景恒等入城守衛。洪可臣見城外閭閻草屋連接，為避免這些草屋成為叛軍避雨做飯的地方，便連夜下令施放火箭，將草屋全部燒毀。藍浦縣監朴東善得知發生了叛亂，急報于水使崔浩，發兵欲進救洪州。崔浩命令朴東善馳來相議，朴東善便準備以水兵直接往救洪州。崔湖認為水軍並非陸戰之兵，面有難色。朴東善認為事情緊急，不應區分水陸兵種的差異，便盡發水營兵，且令保寧縣監黃應聖聚集本縣之兵，一同進入洪州城。
援軍的到來時洪州城中士氣大振，立即撥兵立於城頭，夜間手持火炬站立於城墻之上，故意張大聲勢。叛軍十分恐慌，趁夜逃去。李夢鶴知道無法攻破洪州，於翌日向德山進軍，聲稱要與金德齡、洪季男之兵會合，直搗漢陽，但沒有人相信，途中紛紛逃離。忠清道兵使李時言頓兵於溫陽，不敢進剿，求援於湖南。都元帥權慄檄忠勇將金德齡等人率兵前來會合。湖南兵進至石城，叛軍得知購捕之令，趁夜殺死了李夢鶴，斬其首級來降。朴名賢等出城追擊，叛軍潰散。權慄命令各州縣各自捉拿匪徒。朝鮮宣祖派同知義禁府事尹承勳來到稷山（今忠清南道天安市）審問罪人，按其罪名輕重定罪，被下獄問罪者百餘人。